# Ronnie Rooke
Ronald Leslie Rooke (7. prosince 1911, Guilford, Surrey – 9. června 1985, Bedford, Bedfordshire) známý jako Ronnie Rooke byl anglický fotbalový útočník, hrál ve středu pole. Hrál za Guildford City FC, Woking FC, Crystal Palace FC, Fulham FC, Arsenal FC, Bedford Town FC, Haywards Heath Town FC a Addlestone & Weybridge Town FC. Jako hrající trenér trénoval Crystal Palace FC, Bedford Town FC, Haywards Heath Town FC a Addlestone & Weybridge Town FC. 
Podle RSSSF je nejlepší ligový střelec všech dob a 3. nejlepší střelec všech dob po Erwinovi Helmchenovi a Josefu Bicanovi.
Později pracoval na letišti Heathrow a v pivovaru Whitbread. 
Zemřel na rakovinu plic.